# Let Me Go, Rock 'n' Roll
Let Me Go, Rock 'n' Roll je píseň americké rockové skupiny Kiss vydaná na albu Hotter Than Hell. Píseň vyšla jako jediný singl tohoto druhého alba skupiny. Neumístila se v hitparádách,ale i tak je od sedmdesátých let až po současnost hrána pravidelně na koncertech skupiny. Píseň napsal Gene Simmons během pracovní pauzy na oběd.

## Další výskyt
„Let Me Go, Rock 'n' Roll“ se objevila na následujících albech Kiss:
- Hotter Than Hell – originální studiová verze
- Alive! – koncertní verze
- The Originals – studiová verze
- Double Platinum – studiová verze
- The Box Set – demo verze
- Kiss Symphony: Alive IV – koncertní verze
- Gold – studiová verze
- Kiss Chronicles: 3 Classic Albums – studiová verze
- Kiss Alive! 1975–2000 – Alive! verze

## Sestava
- Paul Stanley – zpěv, rytmická kytara
- Gene Simmons – zpěv, basová kytara
- Ace Frehley – sólová kytara, basová kytara
- Peter Criss – zpěv, bicí, perkuse